# Église Notre-Dame-de-Pontmain de Bagnolet
L'église Notre-Dame-de-Pontmain est une église catholique de Bagnolet, en Seine-Saint-Denis, rattachée au diocèse de Saint-Denis. Elle se trouve à l'angle de la rue du Lieutenant-Thomas et de la rue Robespierre, dans le quartier des Coutures. Elle est dédiée à Notre-Dame de Pontmain.

## Histoire
En 1926, l'abbé Béthune, disciple du père Lhande, auteur de l'ouvrage "Le Christ dans la banlieue" (1927) décide de collecter des fonds pour construire une nouvelle église au cœur de Bagnolet, dans le cadre de l'Œuvre des Chantiers du Cardinal.
L'église est construite de 1927 à 1931, selon les plans d'Augustin Courcoux, à une époque où la municipalité devient communiste (1928). Bagnolet fait partie alors de la « banlieue rouge » et l'Église catholique tente de conserver une partie de sa population ouvrière, acquise en majorité à cette nouvelle idéologie.
Elle est consacrée en 1931 et érigée en église paroissiale, alors qu'elle n'est pas achevée. Elle est gravement endommagée par les bombardements alliés de 1944, ainsi que le presbytère, et ne sera réhabilitée qu'en 1947. Sa reconstruction à l’identique s’achève en 1962.

## Architecture
L'église est construite, en style néo-roman, avec une nef et un seul bas-côté à gauche. Sur le côté droit s'élève un clocher carré surmonté d'un clocheton octogonal à toit pentu hexagonal. Les murs sont recouverts de briques alternées avec de la pierre. Les vitraux sont réalisés par le maître verrier J. Pelletier.